# 新莱厄
新莱厄是德国下萨克森州的一个市镇。总面积13.62平方公里，总人口692人，其中男性367人，女性325人（2011年12月31日），人口密度51人/平方公里。